# Нове Пястово
Нове Пястово (пол. Nowe Piastowo) — село в Польщі, у гміні Серпць Серпецького повіту Мазовецького воєводства.
Населення — 91 особа (2011).
У 1975-1998 роках село належало до Плоцького воєводства.

## Демографія
Демографічна структура станом на 31 березня 2011 року:
|          | Загалом | Допрацездатний вік | Працездатний вік | Постпрацездатний вік |
| -------- | ------- | ------------------ | ---------------- | -------------------- |
| Чоловіки | 46      | 8                  | 32               | 6                    |
| Жінки    | 45      | 10                 | 23               | 12                   |
| Разом    | 91      | 18                 | 55               | 18                   |